# Eagle Butte (Dakota del Sud)
Eagle Butte è un comune degli Stati Uniti d'America, situato in Dakota del Sud, diviso tra la contea di Dewey e la contea di Ziebach.